# Баал
Баа́л (Ваа́л) (общесемит. baʿl, финик. 𐤁𐤏𐤋, др.-евр. בעל‬ — «хозяин; владыка») — является эпитетом «бог, владыка» для разных богов в западносемитской мифологии.
Также являлся конкретным божеством в ассиро-вавилонской мифологии, почитавшимся в Финикии, Ханаане и Сирии как громовержец и бог плодородия, а также бог вод, войны, неба, солнца.

## История

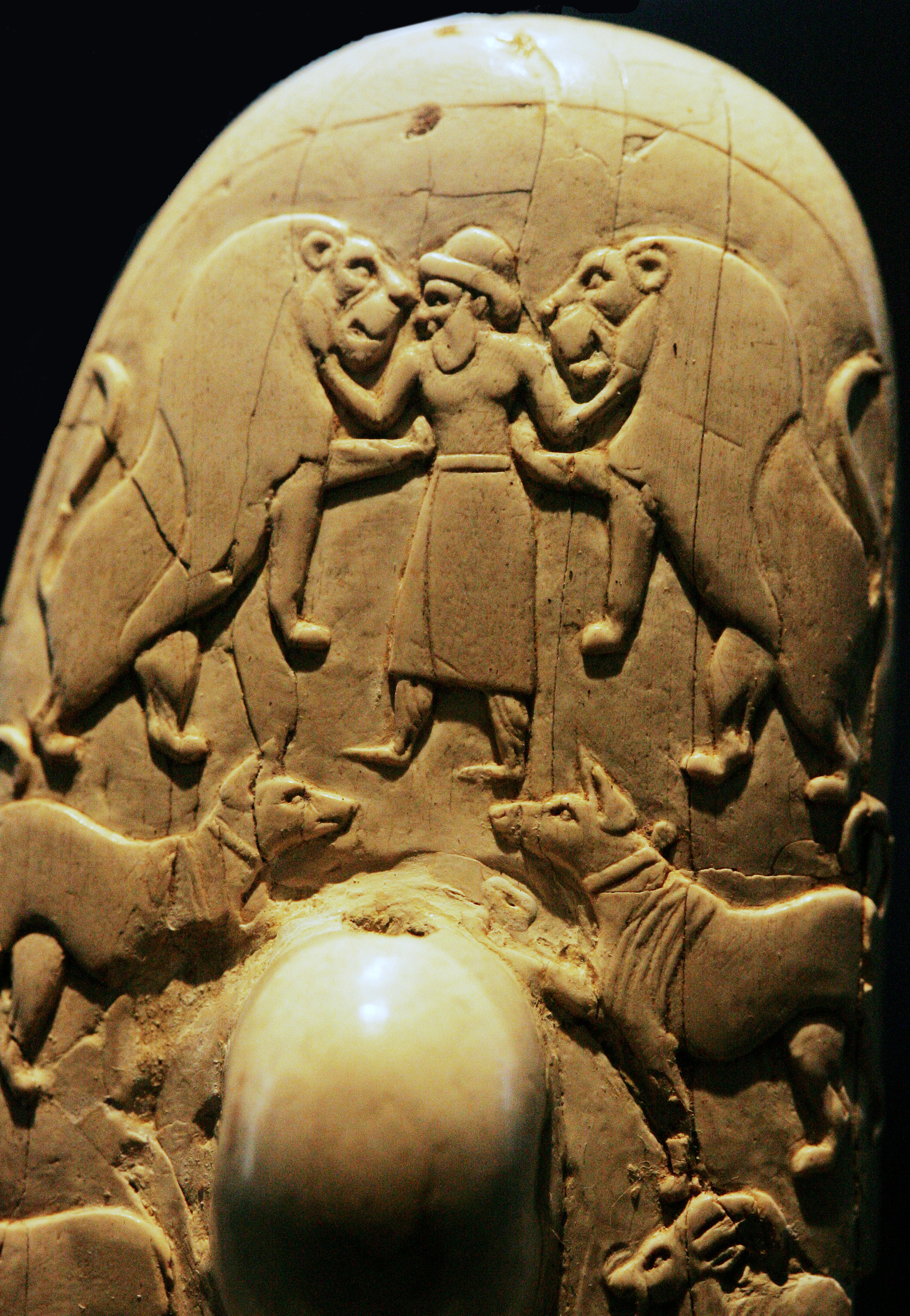
Бог Эль, отец одного из Ваалов (богов). Некоторые специалисты выводят слова Аллах и Элохим из слова Эль.

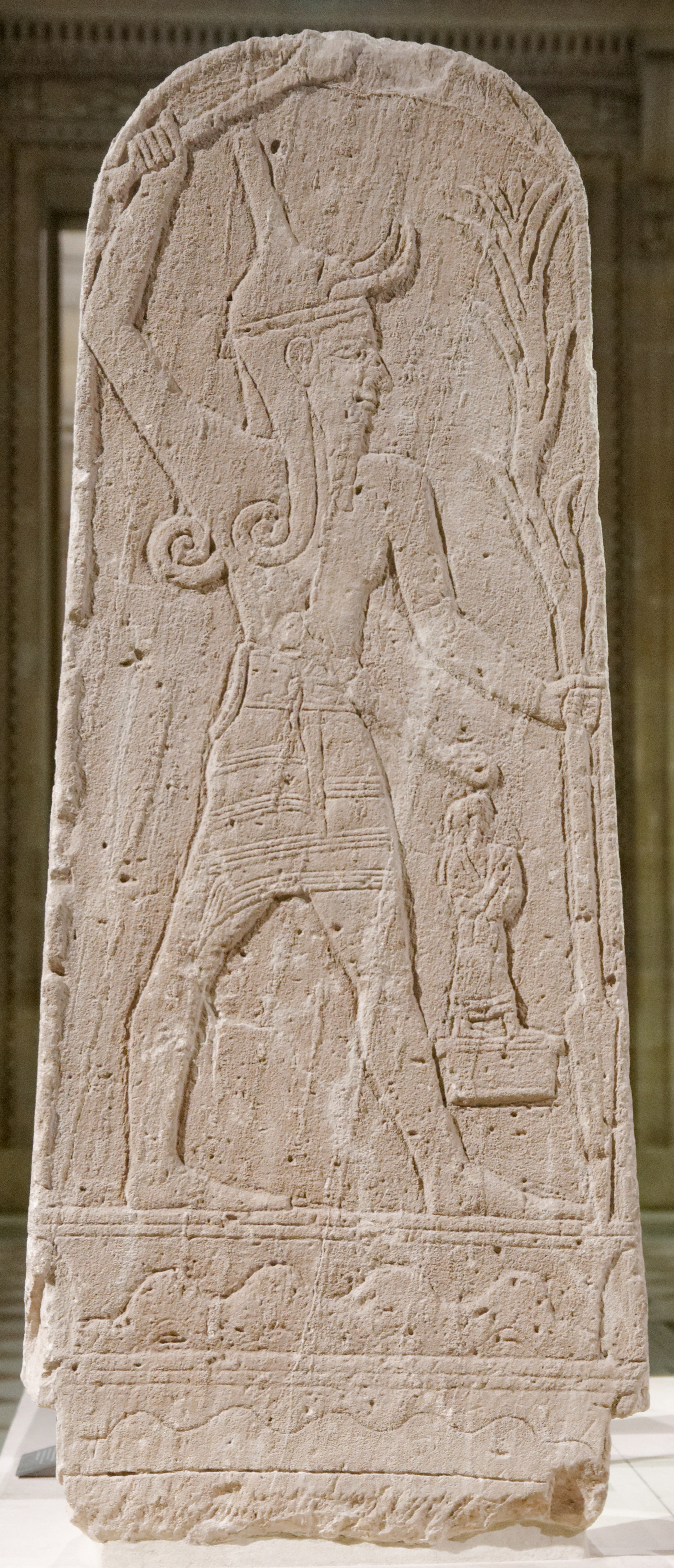
Стела Баал с ударом молнии, XV—XIII век до н. э., найдена в Рас Шамра (Угарит), Лувр

Первоначально имя Баал было нарицательным обозначением божества того или иного племени, потом местности (Баал Тира, Баал Сидона и др.), в это время его святилища приурочивались к источникам, лесам и горам. Титул «Баал» давался князьям и градоначальникам, входил в имя (например: упомянутый в египетской повести XI в. до н. э. «князь Библа Текер-Баал», Ганнибал, Балтазар, список царей Тира).
В Угарите бог Баал высоко почитался под именем Балу, имел эпитет Силач и Бык, был сыном бога Дагона, его сестрой и возлюбленной была Анат («источник», богиня источников). Мог изображаться в облике могучего быка или воина в рогатом шлеме, что связывает его с Зевсом, Зевсом-Аммоном, вавилонским Зевсом-Баалом.
В Финикии он именовался Баал-Цафон (угарит. Баал-Цапану, по названию горы, где жил) или просто Баал, Бел, причём эпитет «Баал-» имели и другие финикийские боги, покровительствуя разным областям жизни. Бог проточной воды и родоначальник морских божеств. Сын Эла (угарит. Илу). Его жена — богиня Астарта, аналог шумерской Иштар.
Центр культа был в Тире, отсюда он распространился и в древнем Израильском царстве (при Иезавели) и в Иудее, несмотря на борьбу пророков (в особенности Илии и Иеремии).
Почитался Баал и в финикийском государстве Карфагене (имя Ганнибал означает «любимец Баала»); через финикийцев и Карфагенян постепенно во 2-м — 1-м тысячелетии до н. э. культ Баала распространился далеко на Запад (в Египет, Испанию и др.).
При Птолемеях культ Баала слился с культом солнечного бога Гелиоса, что ознаменовалось переименованием города Баалбек — центра культа Баала, в «Гелиополис» (др.-греч. Ἡλίου πόλις). Немного спустя он стал творцом всего мира, Вселенной, затем бог-оплодотворитель. Практически во все времена культ Баала сопровождался сладострастными оргиями, причём при этом жрецы в экстазе наносили себе порезы и раны на различных частях тела, чаще всего на запястье и ладонях.
В христианской традиции, как и некоторые другие ближневосточные языческие божества — например, Иштар, — был демонизирован. Согласно Библии, служение Баалу включало в себя человеческие жертвоприношения, в том числе убиение собственных детей сожжением в огне.
При «религиозной революции» пророка Илии, по Библии, все служители Баала, которые занимались преследованиями и казнями пророков Бога, а затем пытались найти и убить их детей, были затем побеждены и казнены Илией — этим культу Баала в Древнем Израиле был нанесён существенный ущерб.

## Ипостаси

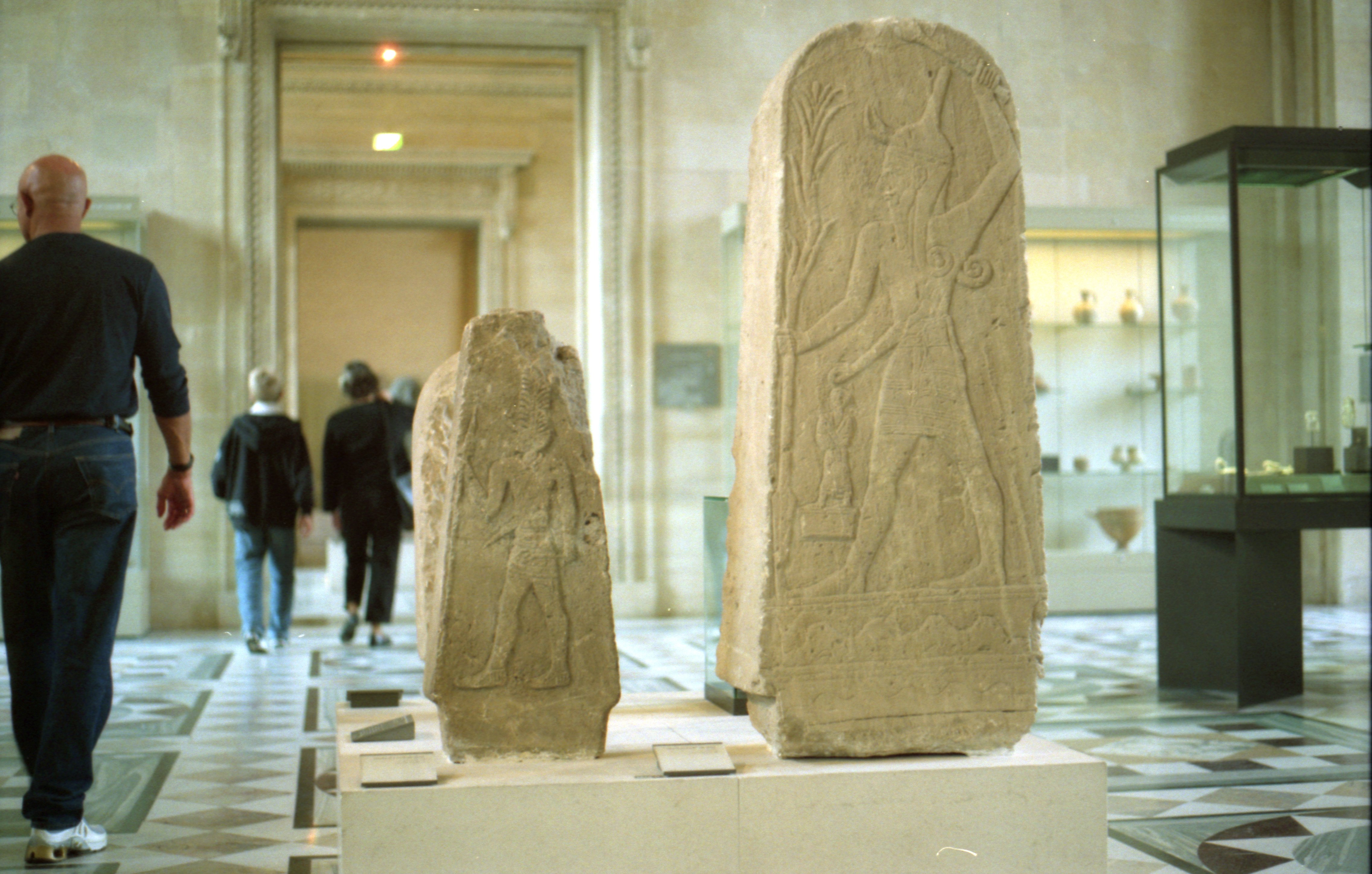
Стела Баала с молнией, XV—XIII век до н. э., найдена в Рас Шамра (др. Угарит)

- Баал-Вериф/Ваалвериф или Баал-Брит («бог союза») — это местный Баал, которому поклонялись евреи после смерти Гедеона[15].
- Ваал Гад — «бога счастья», одно из проявлений общеханаанского Ваала, связывается с городом Ваал-Гад (Ваал-Ермоном) в окрестностях горы Хермон[16].
- Баал-Зебуб (Вельзевул, Βεελζεβοὺλ — буквально «повелитель мух»)[17].
- Баал Пеор, местный моавитский Баал, культом которого моавитяне, следуя советам Валаама, стремились увлечь евреев[18].
- Баал-Хаммон, Бебель-Хамон — почитался в Пальмире. В Карфагене являлся одним из главных богов, бог Солнца, распоряжался плодородием[19].
- Баал-Хаддат (Баал-Хадад) — бог грома и бури, а также владыка земли и плодородия (в этом качестве выступает как умерщвляемое и воскресаемое божество)[20]. Соответствует месопотамскому Ададу.
- Хубал — племенной бог древних арабов.
- Бел (Бэл) — в древнеармянской мифологии строитель вавилонской башни, которому противостоял родоначальник армян Хайк, убивший Бела стрелой из лука[21].